# 国立鉄道博物館 (ニューデリー)

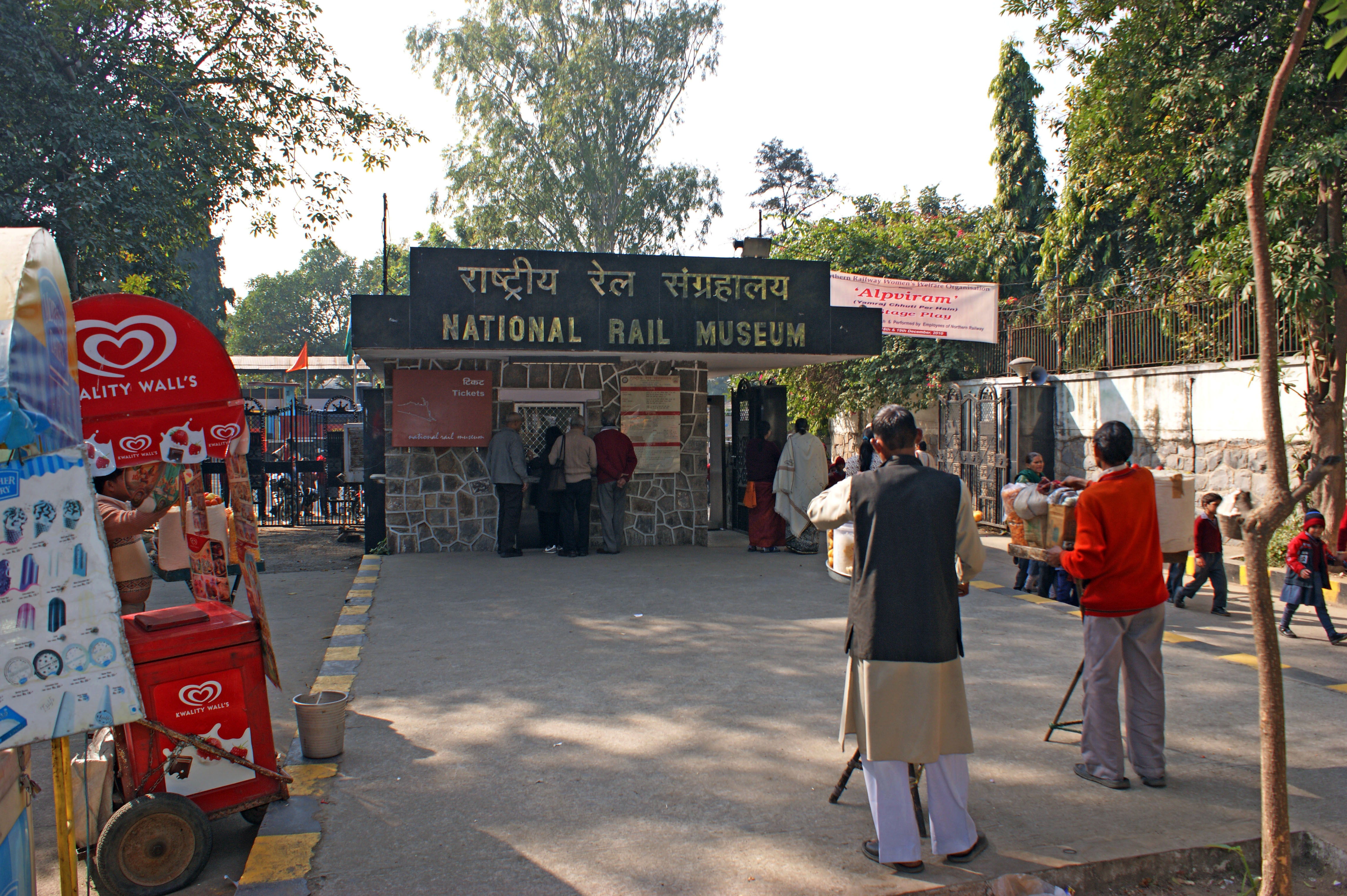
国立鉄道博物館の入り口

国立鉄道博物館（こくりつてつどうはくぶつかん、英語: National Rail Museum）は、ニューデリーにあるインド国鉄の鉄道博物館である。模型やジオラマを展示した建物や蒸気機関車を半分に切断した展示物を収めた建物がある。屋外には多数の蒸気機関車や電気機関車などのほかに、藩王たちの専用車両や特殊車両を展示している。

## 概要
国立鉄道博物館はニューデリーの大使館街であるチャーナキャプリー地区の南端、ブータン大使館の奥にあり、ニューデリー市内を東西に走るインド国鉄の路線に隣接している。創立は1977年2月。敷地内にはジオラマや模型を展示した円形の建物、蒸気機関所の内部の構造を理解できるように本物の蒸気機関車を縦半分に切断した展示物などを収めた建物、書籍やお土産品を売っている小さな売店、池と芝生の公園などがある。また敷地内をほぼ1周するトイトレインが走っている。

## 展示物
インドの鉄道は当初イギリスによって建設されたが、その軌間は主要幹線が1676mm、それ以外の線が1000mm、輸送量の少ない線は762mmで建設されたため、博物館の展示物も3種類の軌間の車両が展示されている。また日本にはなじみの薄い蒸気機関のモノレールやクレーン車なども展示されている。

### 機関車類
1800年代から現在にかけて、インドで使用された多数の蒸気機関車、電気機関車、ディーゼル機関車が屋外に展示されている。1676mmという広い軌道を使うため、多くの種類の蒸気機関車の駆動装置が左右の車輪の間に設けられたタイプとなっている。各車両の解説は英語とヒンディー語で説明されている。

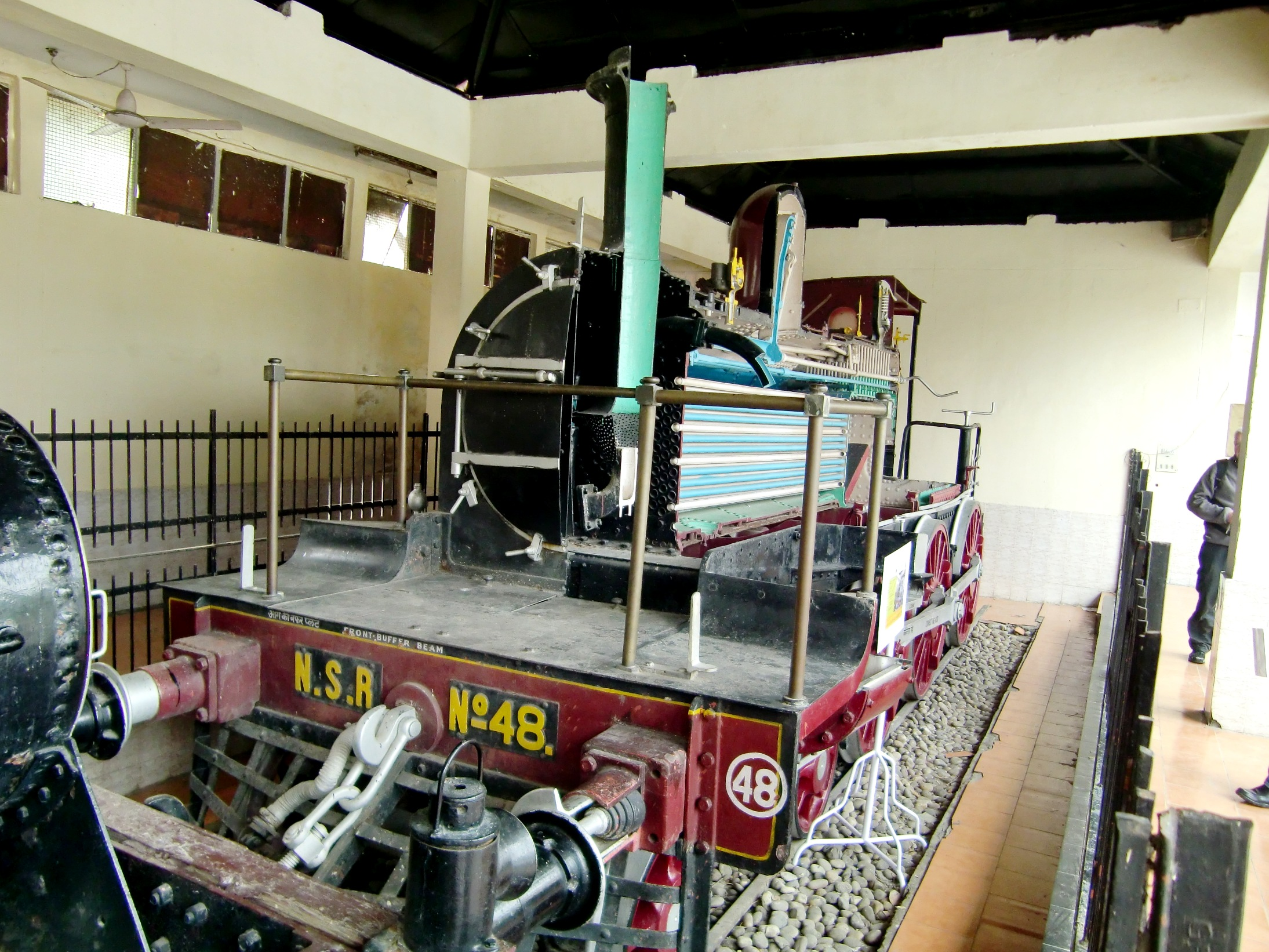
屋内に展示されている1891年製A-48の切断展示物。蒸気機関の構造がよくわかる。
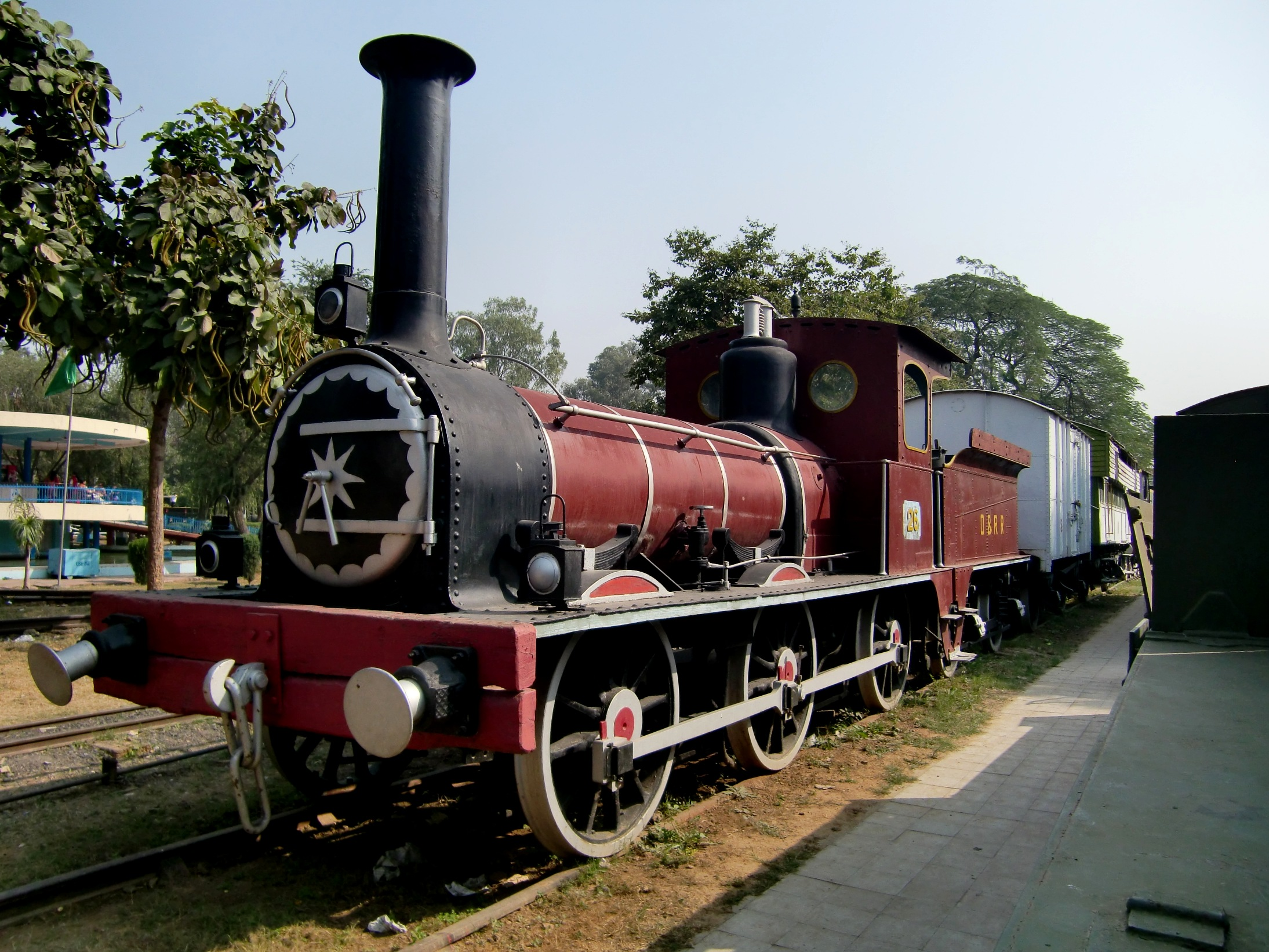
1870年製の蒸気機関車B-26、シリンダーやクランクは左右の車輪の間に設置されている。
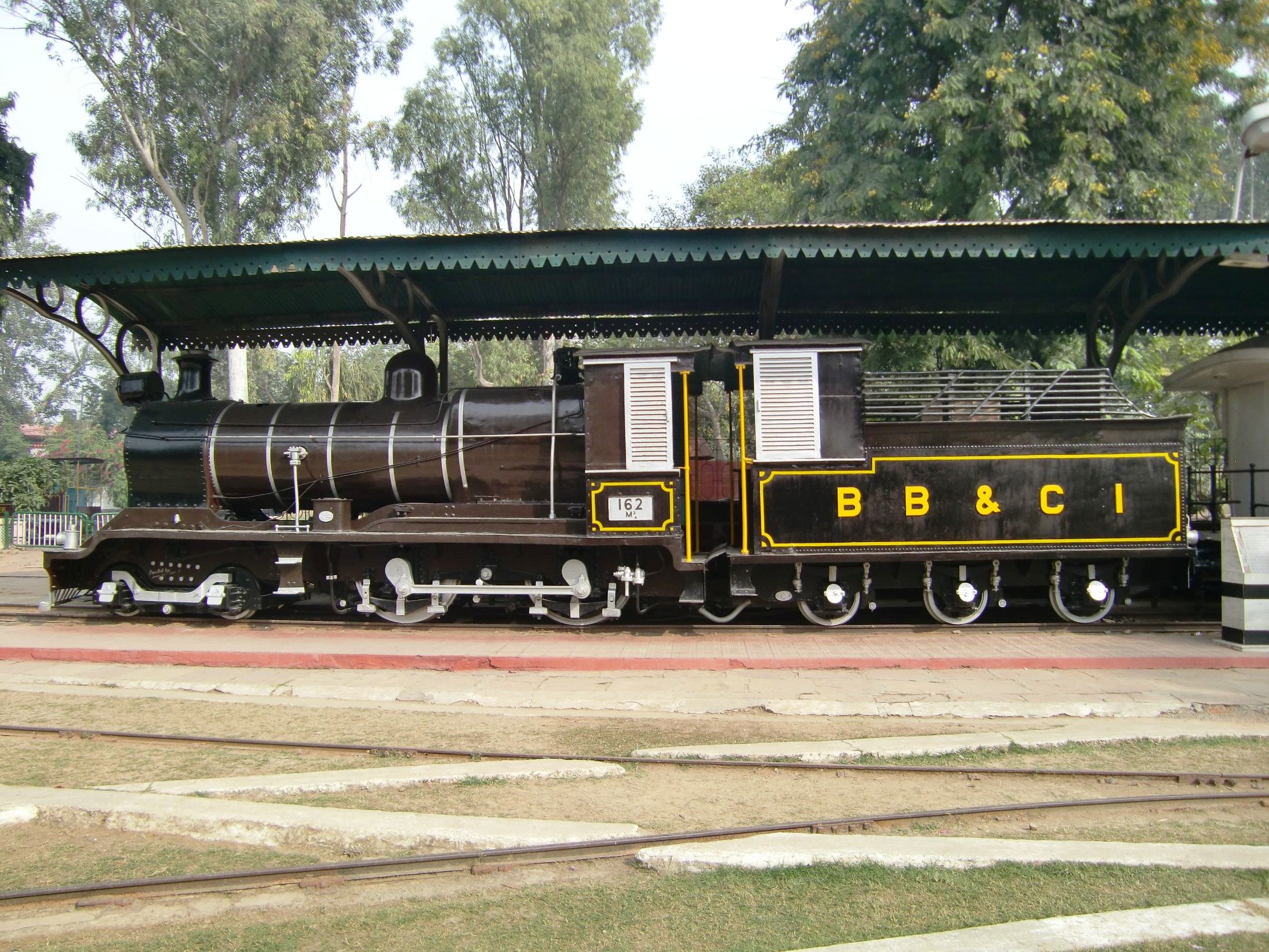
1923年製のM2-162、1mゲージであるがシリンダー類は車輪の間にある。
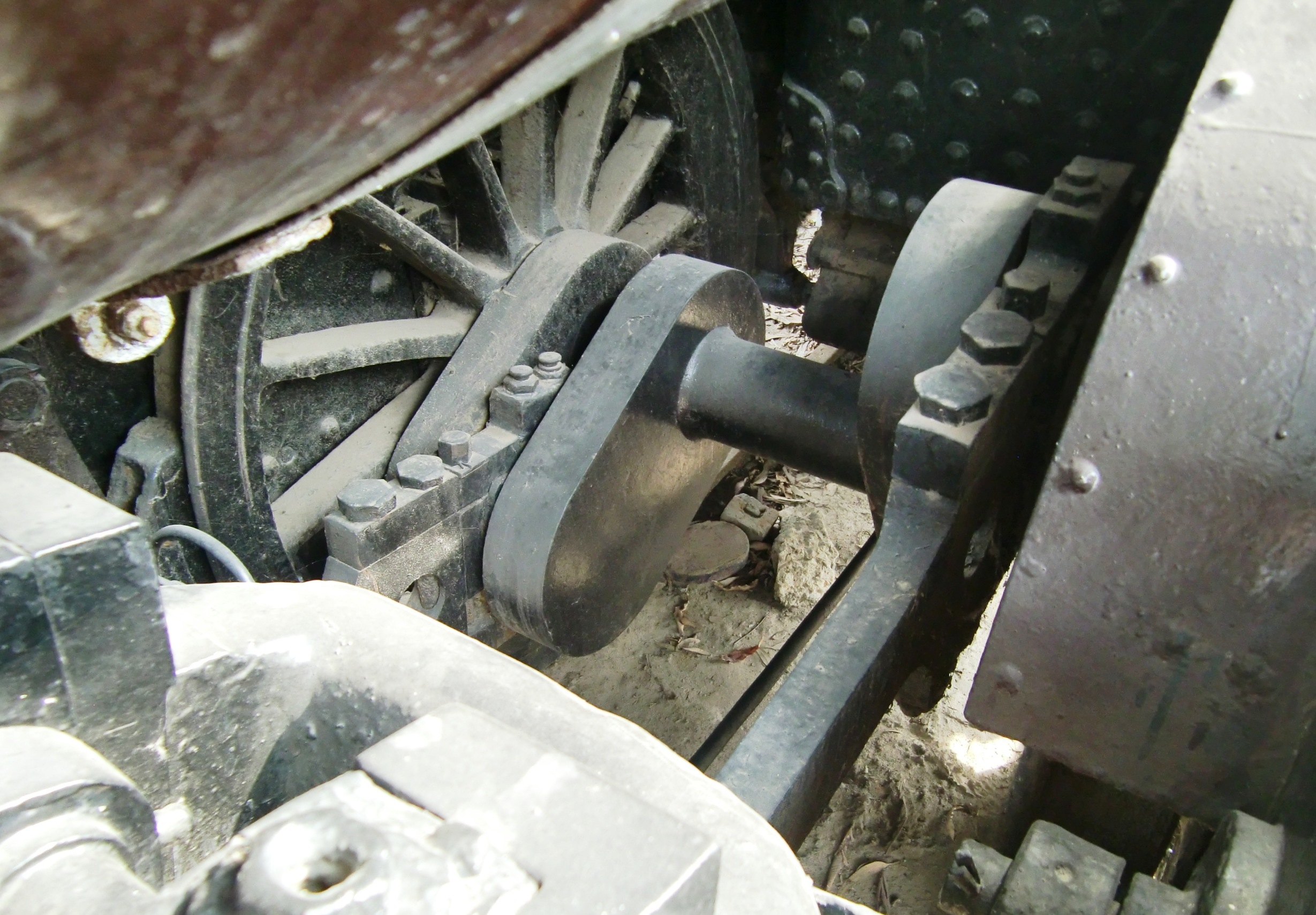
M2-162のクランク軸、1mゲージの狭い軸間に設置されている。
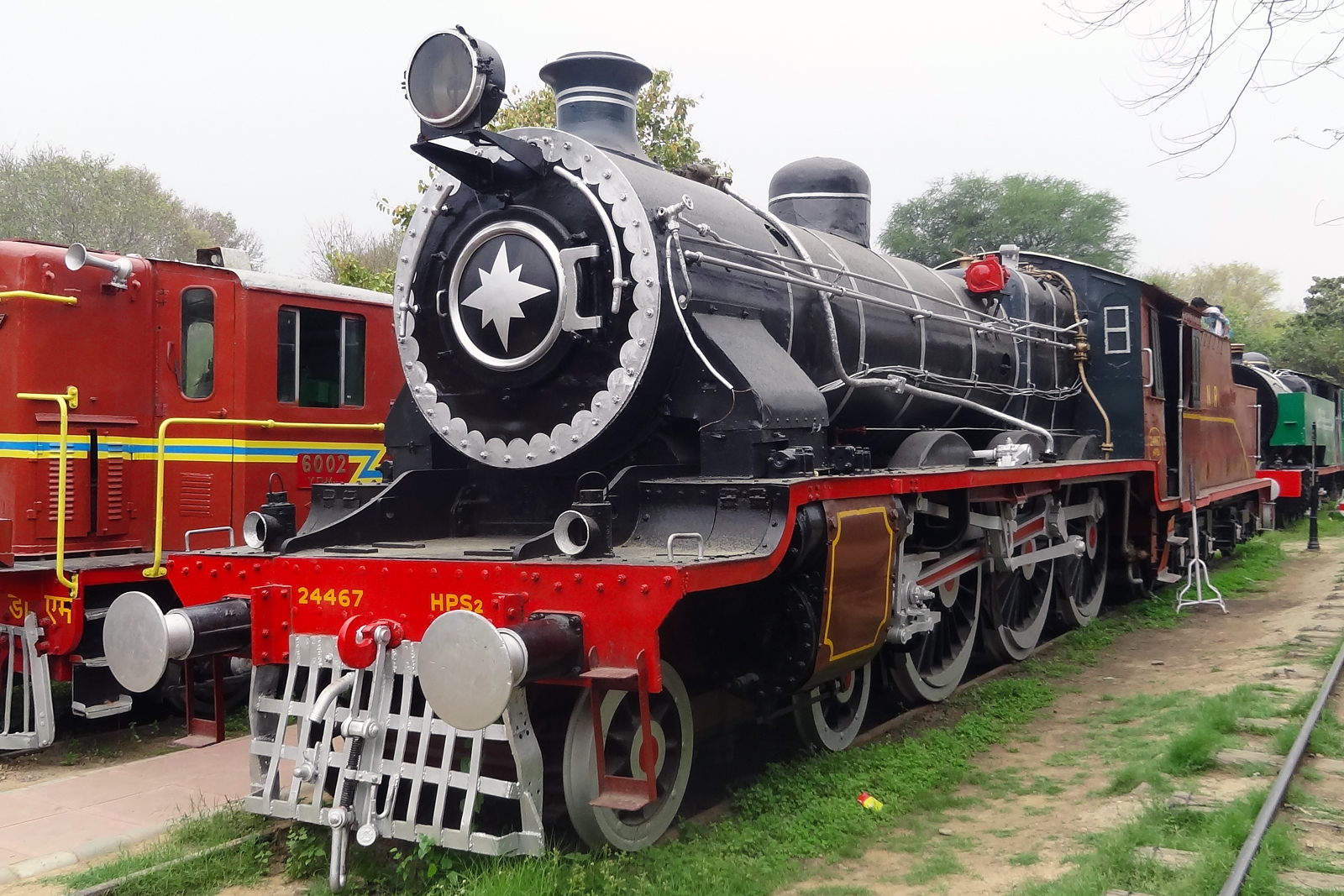
HPS-2型24467号機1950年製
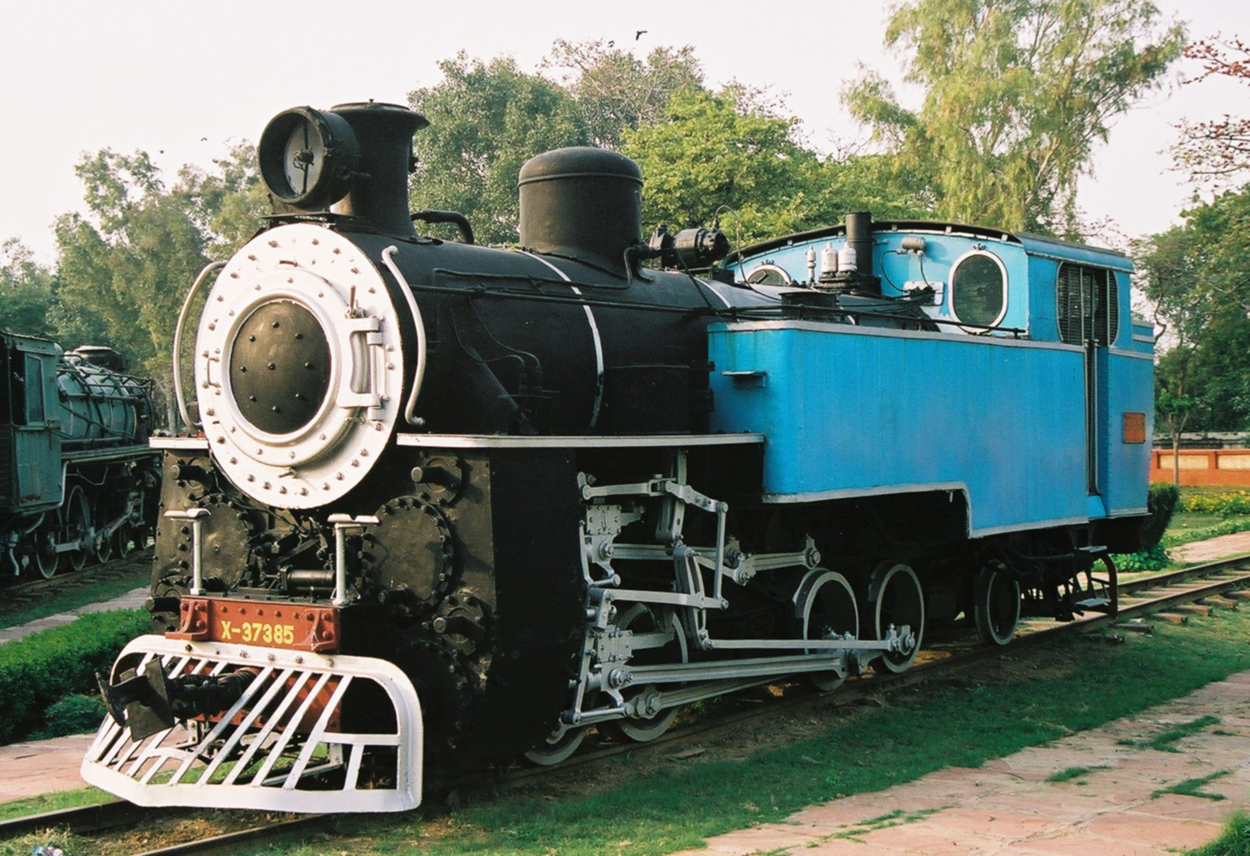
ニルギニ鉄道のラック式機関車37385、複式シリンダーを備えて2次側(上段)は車軸間のラック歯車を駆動する
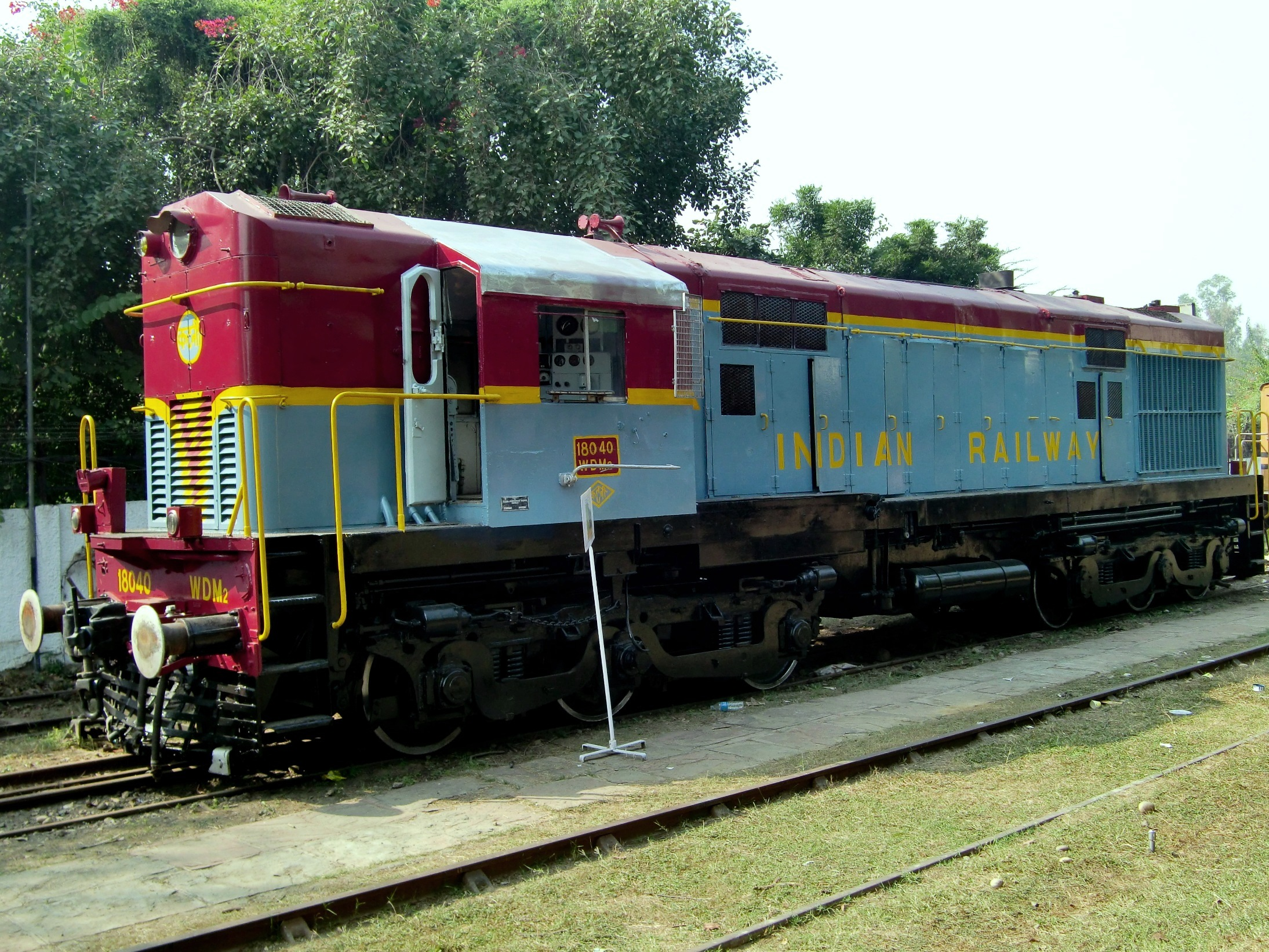
1962年製WDM2型ディーゼル機関車、2400/2600馬力
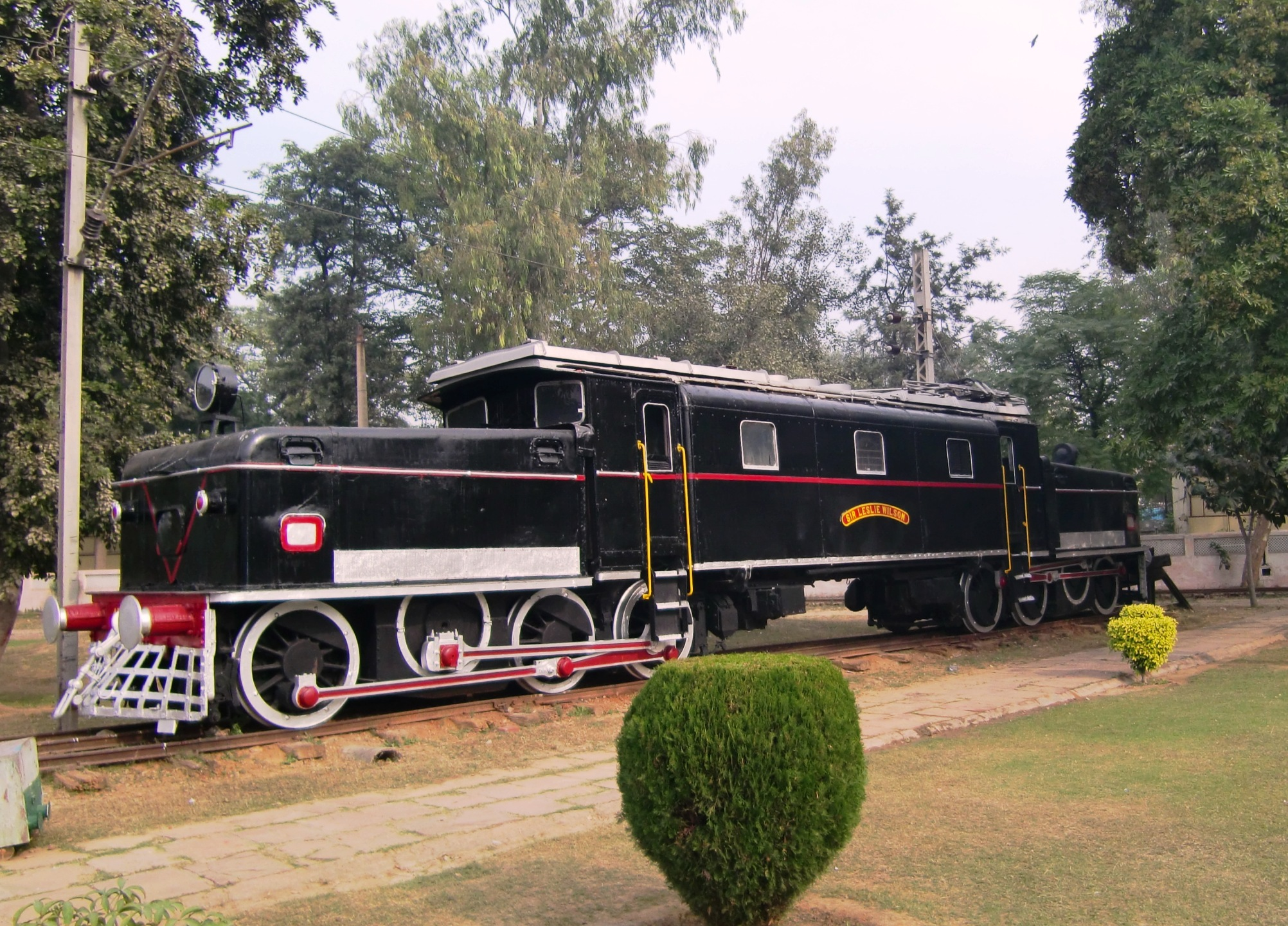
1928年製の電気機関車4502「Sir Leslie Wilson」、ロッド式の駆動方式で650馬力
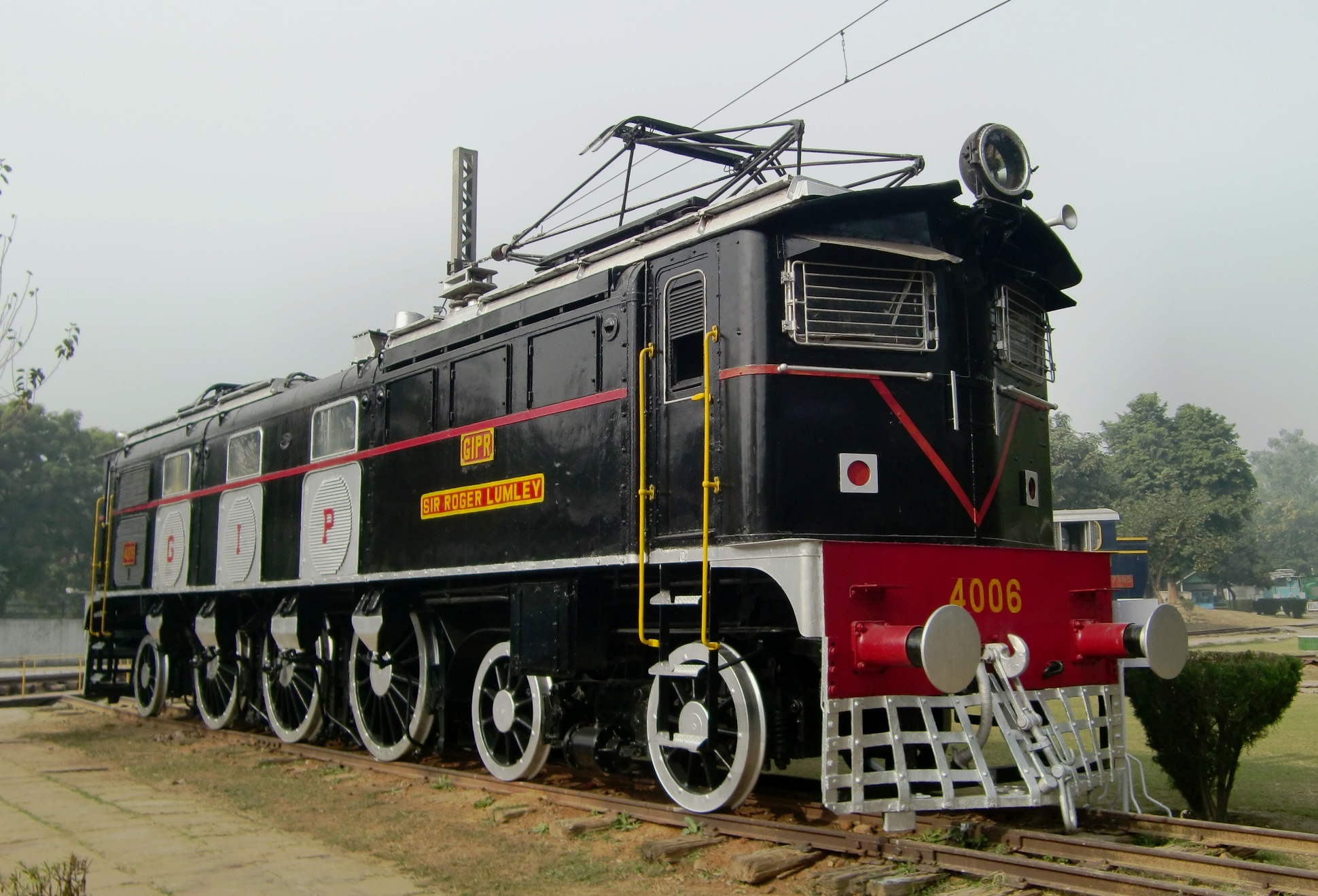
1AAA2という特異な軸配置の電気機関車4006「Sir Loger Lumley」 1930年製、動輪1軸に各2個のモーターがつく
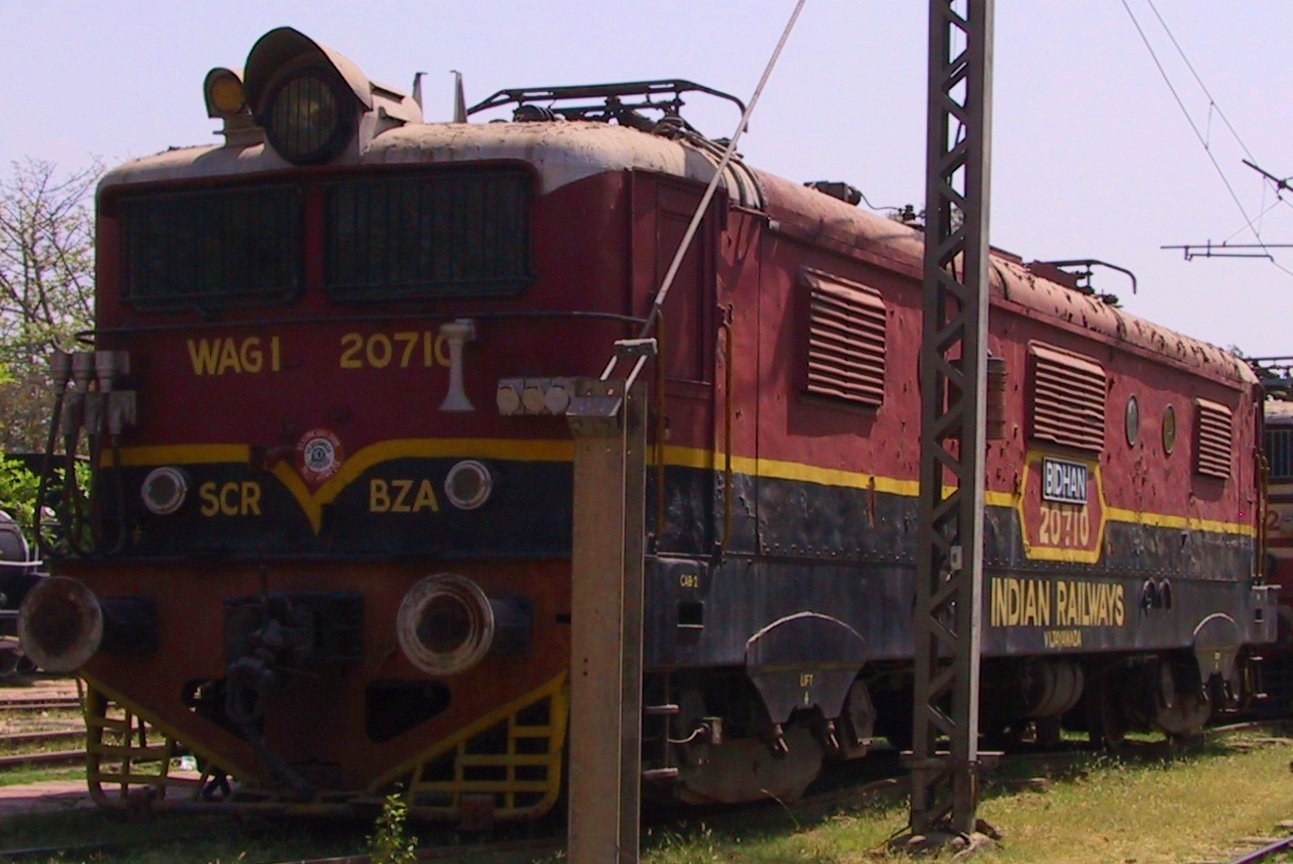
1960年代に製造されたWAG1型の20710号機

### モノレール
パンジャブ州のPatiala市を1907年から1927年まで走っていた蒸気機関のモノレールPatialaモノレール。名前の通り道路上に1本のレールを敷き、レールと道路の両方を使って走行したユニークなシステム。1927年に廃止されたあとスクラップとして放置されていたが、1962年に鉄道史の研究者である Mike Satow によって重要性を見出され、インド北部鉄道のアムリトサルの工場で走行できるよう再生され、国立鉄道博物館で展示・運転されている。

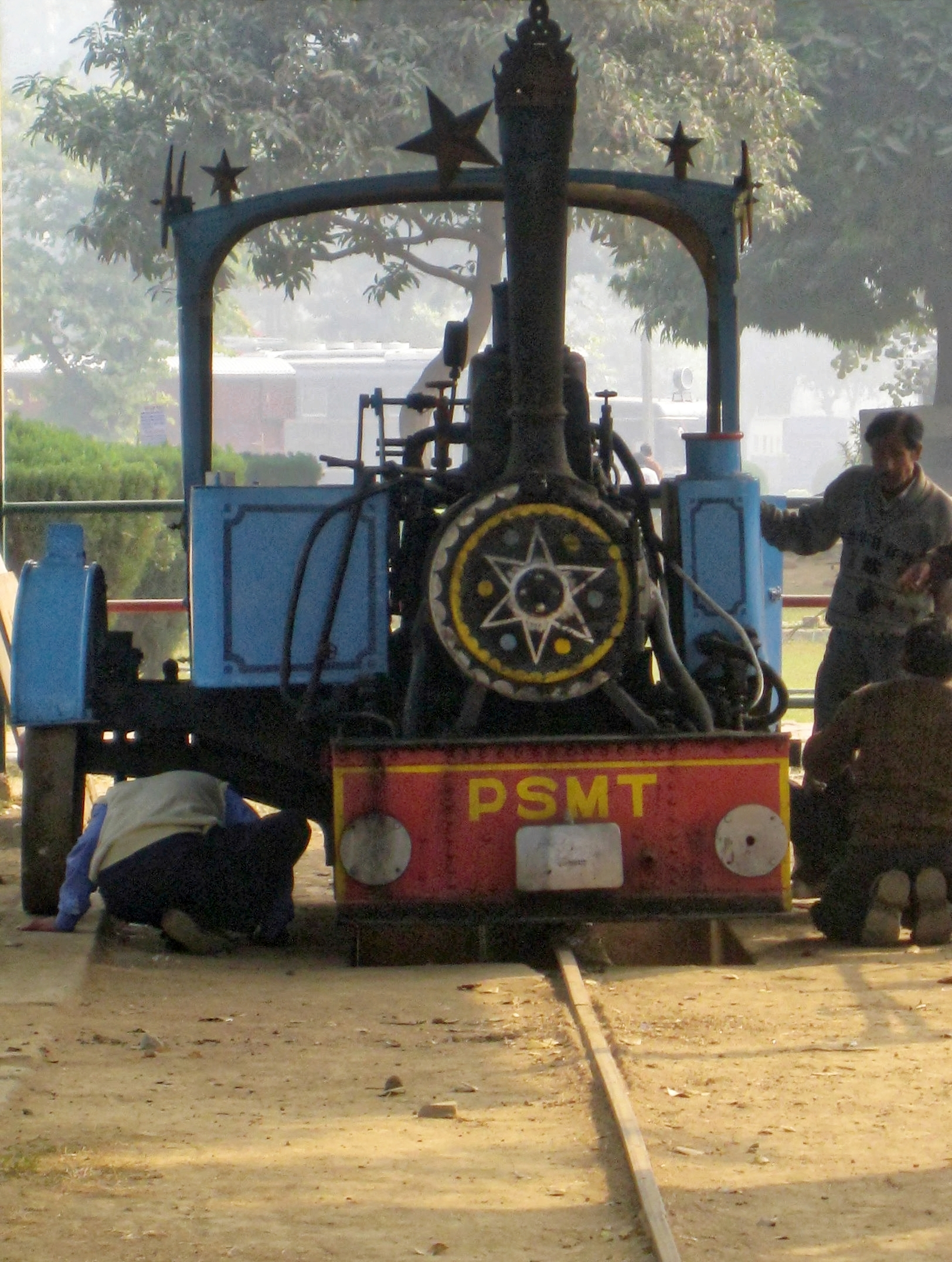
1本のレールと右に大きく張り出した道路用車輪のユニークな構成
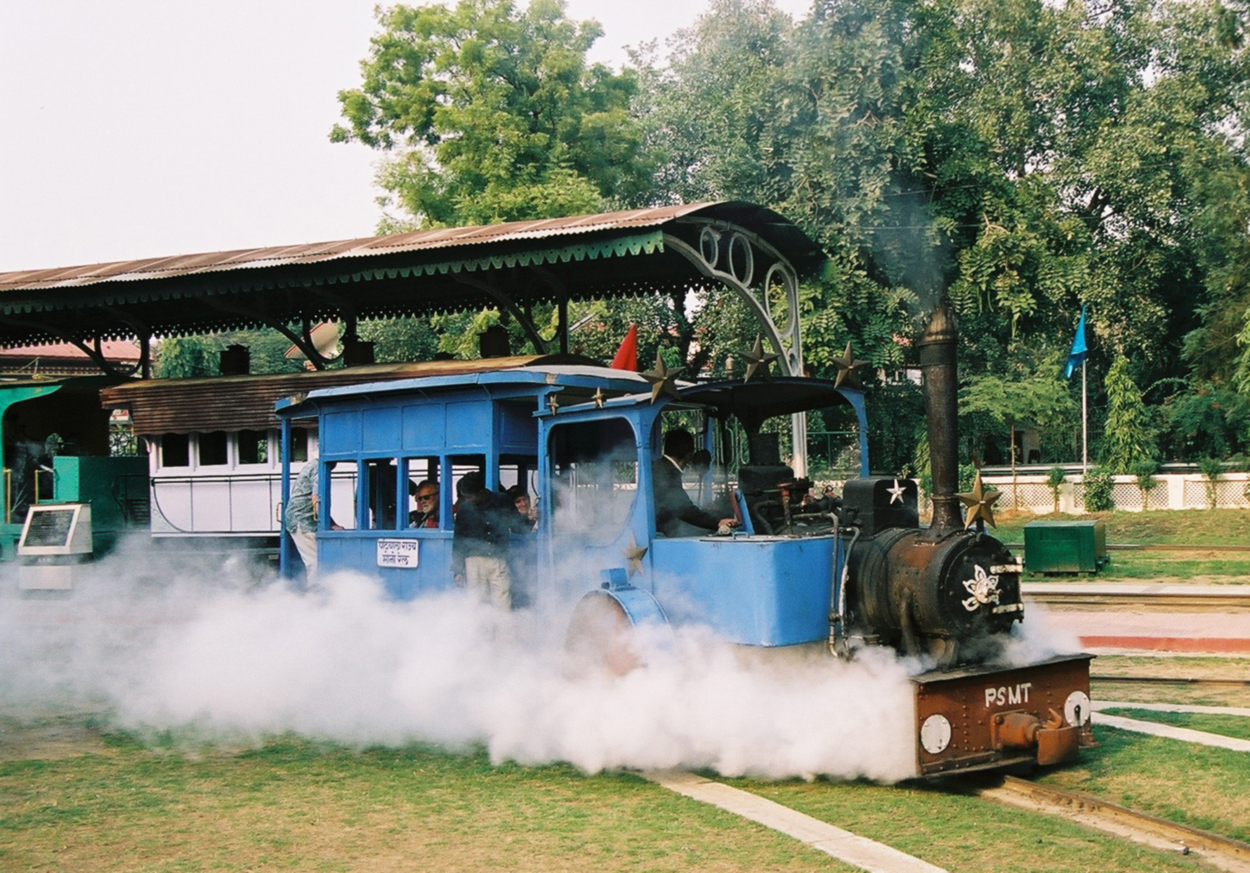
博物館内を走行中の写真。写真は2005年2月17日

### 特別車両
イギリス国王エドワード7世が皇太子時代にインドを訪問したときに使われた御料車や、インド各地の藩王が使用したサルーンが展示されている。また日本ではなじみの薄い「治安の悪い地域や紛争地帯を走るための装甲車」や、「工事用の軌道クレーン車」が展示されている。

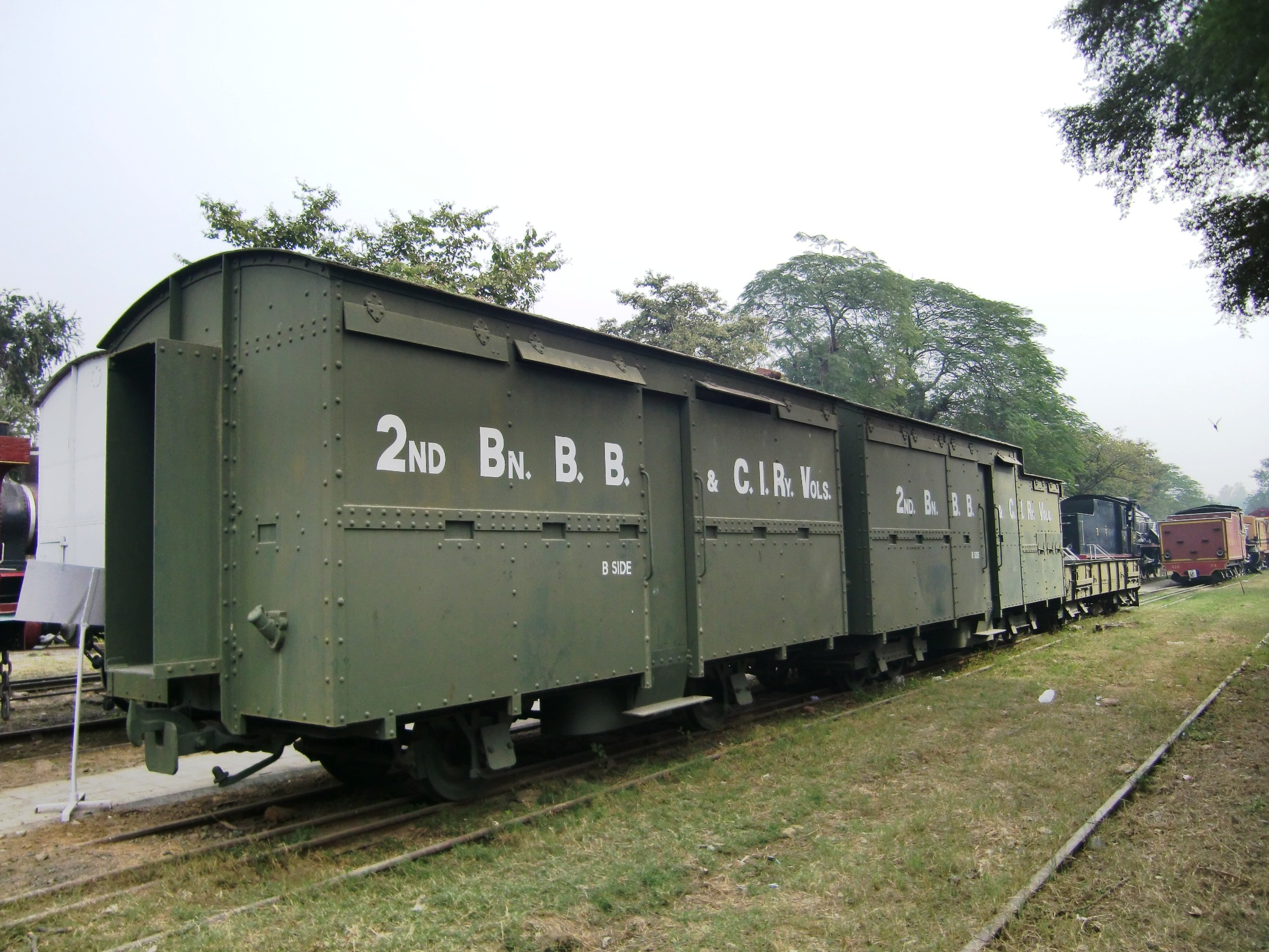
1890年製の装甲車。厚さ12.7mmの鉄板で装甲され、銃眼口が設けられている。
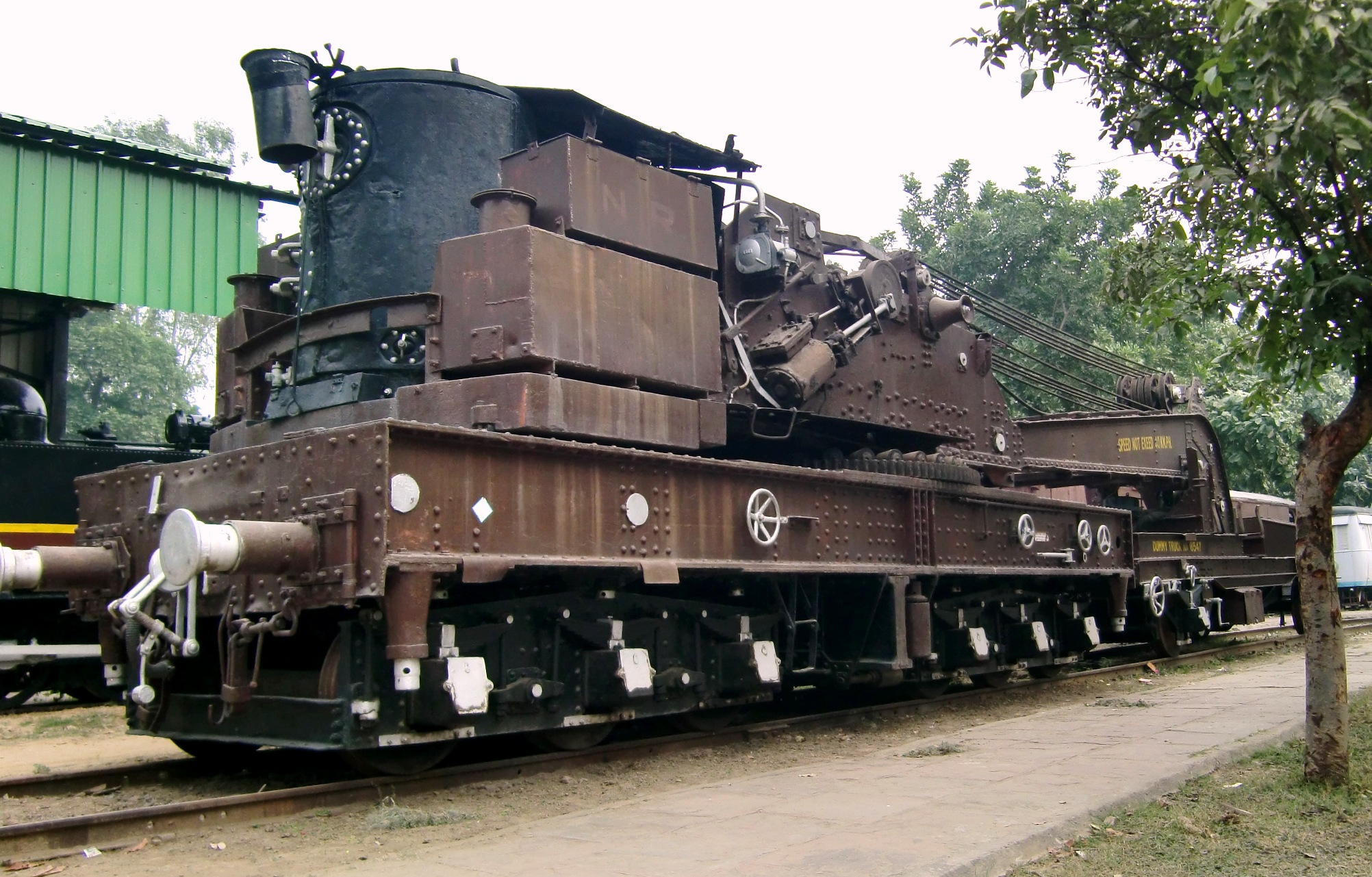
鉄道用蒸気クレーン、左手前側がボイラー。

## 入館について
インドでは有名な観光地は外国人の入館料を非常に高く設定することがあるが、国立鉄道博物館の入館料は国籍を問わず20ルピーである。休館日は月曜。。